# Little Allen Lake
Little Allen Lake är en sjö i Kanada.   Den ligger i countyt Haliburton County och provinsen Ontario, i den sydöstra delen av landet, 200 km väster om huvudstaden Ottawa. Little Allen Lake ligger 451 meter över havet. Arean är 0,10 kvadratkilometer.
I omgivningarna runt Little Allen Lake växer i huvudsak blandskog. Runt Little Allen Lake är det mycket glesbefolkat, med 2 invånare per kvadratkilometer.